# Liolaemus fittkaui
Liolaemus fittkaui este o specie de șopârle din genul Liolaemus, familia Tropiduridae, descrisă de Laurent 1986. Conform Catalogue of Life specia Liolaemus fittkaui nu are subspecii cunoscute.